# دوغلاس دايموند
دوغلاس دايموند (بالإنجليزية: Douglas Diamond)‏ هو اقتصادي أمريكي، ولد في 1953.

## وصلات خارجية
- دوغلاس دايموند على موقع مونزينجر (الألمانية)